# Шах (алмаз)

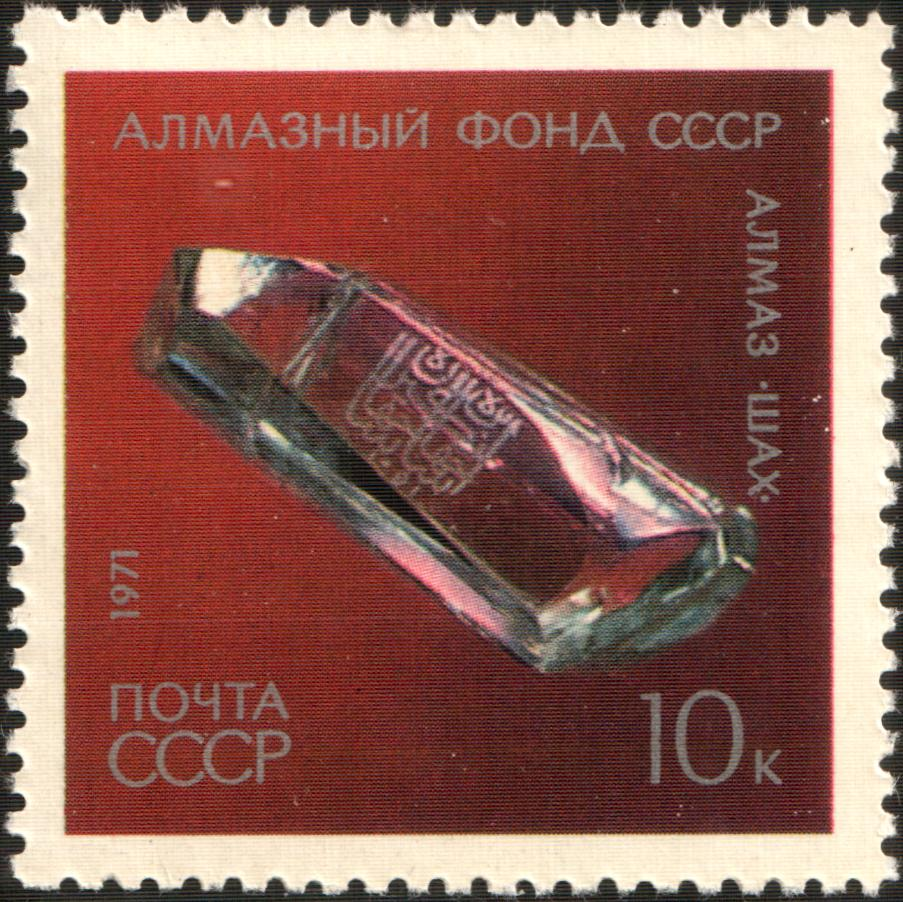
Поштова марка СРСР із зображенням алмаза «Шах» (1971)

«Шах» — алмаз індійського походження вагою в 88,7 карата. Бездоганно прозорий, легкого жовтувато-бурого відтінку камінь. Глибока борозенка на ньому свідчить, що його носили як талісман.
Добре видно три вигравіруваних імені його власників і відповідні дати в мусульманському літочисленні, що ґрунтується на місячному року (у дужках наведені дати у звичному літочисленні): Нізам-шах, 1000 (1591); Шах Джахан, 1051 (1641); Фатх-Алі-Шах, 1242 (1826).
Вважають, що камінь був знайдений у копальнях Голконди в XVI столітті, перед тим як їх покинули. За описом  Таверньє, у 1665 році «алмаз був підвішений до трону Великих Моголів і висів так, щоб хан, який сидить на троні, постійно бачив його перед собою».
У 1829 році алмаз був привезений Миколі I принцом Хозрев-Мірзою як відкупний внесок за вбивство в Тегерані представника Росії О. С. Грибоєдова. Щоб уникнути дипломатичних ускладнень, син спадкоємця перського престолу привіз в Петербург багаті дари, зокрема знаменитий алмаз з майстерним гравіюванням на трьох гранях — найбільшу цінність перських шахів.
Сьогодні алмаз «Шах» експонують в Алмазному фонді Російської Федерації.